# Baix Ebre
Baix Ebre là một comarca (hạt), trên bờ biển phía nam Catalonia, Tây Ban Nha.

## Các đô thị
Dân số năm 2001.
- L'Aldea - 3590
- Aldover - 814
- Alfara de Carles - 377
- L'Ametlla de Mar - 5835
- L'Ampolla - 2133
- Benifallet - 843
- Camarles - 3060
- Deltebre - 10697
- Paüls - 625
- El Perelló - 2246
- Roquetes - 6839
- Tivenys - 910
- Tortosa - 31164
- Xerta - 1278